# 失蹤人口 (電影)
是一部2007年美國犯罪驚悚片，改編自丹尼斯·勒翰的1998年同名小說。電影為班·艾佛列克執導的首部長片作品，他也與亞倫·斯托克德（Aaron Stockard）共同編寫劇本。主演包括凱西·艾佛列克、蜜雪兒·摩納漢、摩根·費里曼、艾德·哈里斯、約翰·亞西頓、艾米·瑞恩、艾美·麥蒂根與泰塔斯·威利弗。講述兩名私家偵探正在尋找一名從波士頓多徹斯特附近的單身母親公寓中被綁架的年輕女孩。
電影2007年10月19日在美國上映，獲得影評界普遍好評，初持執導筒的班·艾佛列克受到讚賞。《失蹤人口》贏得諸多獎項，其中瑞恩入圍了奥斯卡最佳女配角奖。

## 劇情
四歲小女孩在家中失蹤，警方的調查沒有進展，小孩同住的舅舅舅媽自行雇用協尋失聯者的私家偵探社以協助調查，卻未意識到這是家專找逃債失聯者的偵探社。偵探的女助手原本因專業不符而不願介入，但找上門的兩人千拜託萬拜託，要求他們先與小女孩的媽媽談談。
失蹤者的家成了觀光景點。警方站崗，媒體在外駐點採訪報導，看熱鬧的人群聚集。失蹤者的媽媽意興闌珊，陪伴她的朋友恰是女助手的高中同學，跟誰都處不來。小孩的舅舅舅媽媽媽及媽媽的友人吵成一團，但原本想打退堂鼓的女助手還是被舅舅舅媽的誠意打動，決意幫忙。
辦案的警察隊長對破案前景不表樂觀，對於受害者自雇人馬不以為然，只視之為受害者家屬代表，提供必要的基本交流。被害者的鄰居們也不怎麼合作。但偵探還是套出一些平常不肯讓警方知道的事。警方由他提供的資訊問出小女孩之母偶爾幫人運毒，趁一次緝毒行動與男友昧下一大筆本應上繳的黑錢。毒販為此綁架她的女兒要錢。
小女孩的媽媽稱錢在她男友處。眾人找到他時，人已遭私刑虐殺。受驚嚇的媽媽說出藏錢處。由於毒販恰是偵探的高中同學，偵探自告奮勇前去談判，用錢換人。但毒販否認人在自己手上。因為沒救到人，正規查案手段又費時費力，警探感到氣悶。
毒販後來還是連絡要求還錢放人，但電話已遭監聽。消息傳到大隊長耳中。他對手下與外人合作背著他行事感到生氣，但仍以救人為先。
救人行動失敗，歹徒伏法，但小女孩失蹤。大隊長被迫提前退休負責，偵探社的兩人萬分沮喪。
偵探後來仍與警方在治安上密切合作。在一次抄掉毒蟲巢穴的行動中，因不及救走警探而悲痛沮喪，同樣痛苦的布雷森特警探醉後說出了自己的秘密。偵探發覺布雷森特的表裡不一。循線追查後，發現了驚人的事實。幕後黑手企圖藉助一場搶案滅口，卻出了差錯，反而害死自己。偵探因本案受警方偵訊時，又感到有些事實湊不起來。
偵探在女助手的不配合下證實了自己的猜測，小女孩仍活得好好的。兩人對於怎麼做才是對的，意見嚴重歧異。最後，偵探作了他自己認為對的事情。退休的大隊長入獄，小女孩平安回到媽媽身邊，舅舅也要坐牢，舅媽搬走，與所有人反目。而女助手離開了偵探。究竟結果與程序上的好壞孰是孰非，留待觀眾判斷。

## 演員

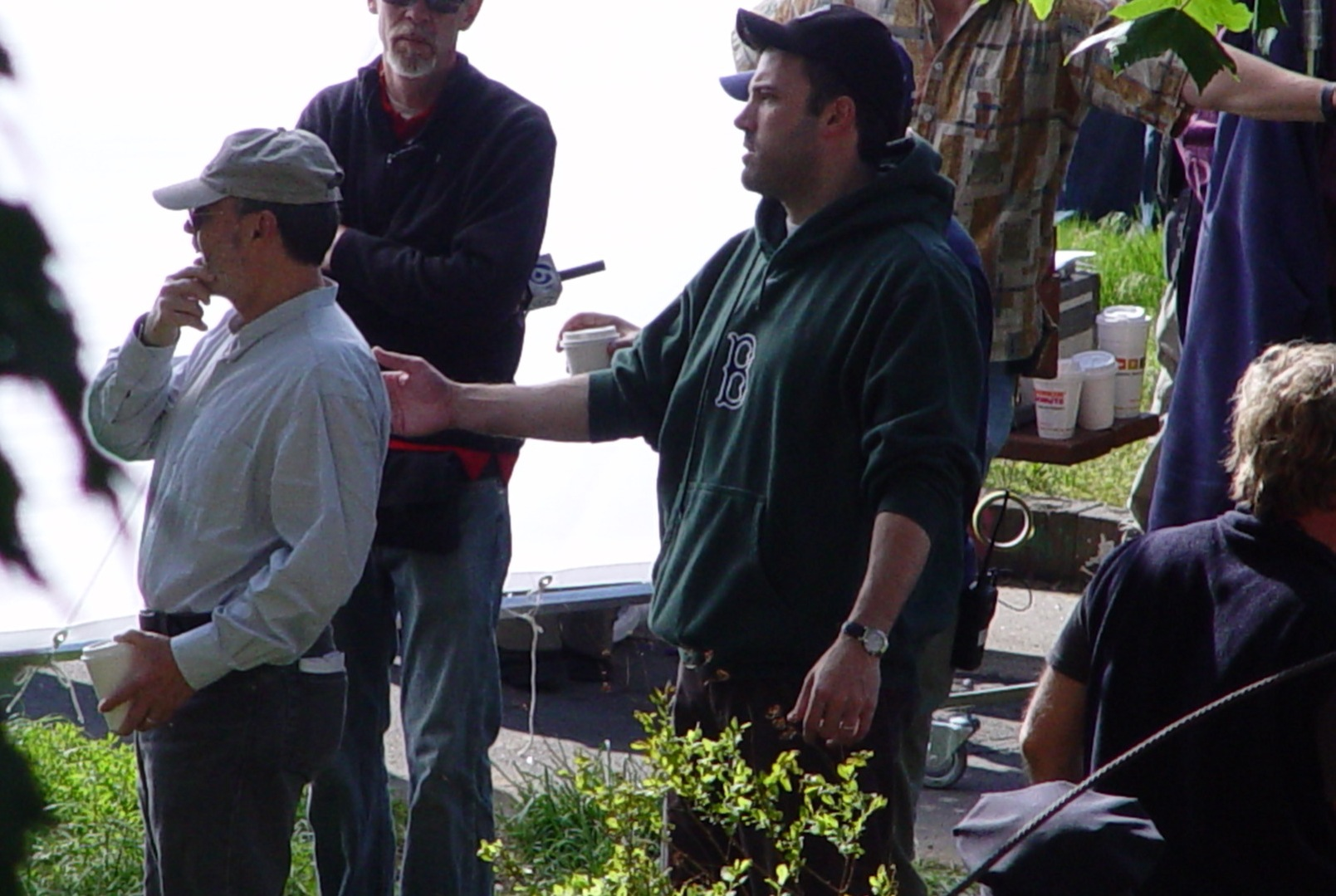
班·艾佛列克和劇組2006年5月在多徹斯特的米尼公園（Meaney Park）拍片。

- 凱西·艾佛列克飾演派崔克·肯齊（Patrick Kenzie）受委託找人的偵探。
- 蜜雪兒·摩納漢飾演安吉·傑納羅（Angie Gennaro）偵探的女助手。
- 摩根·費里曼飾演傑克·道爾隊長（Captain Jack Doyle）對受害者家屬自行找人辦案極不以為然的地區警方高層。
- 艾德·哈里斯飾演雷米·布雷森特警探（Detective Sergeant Remy Bressant）道爾隊長的手下。被指派與派崔克連絡。
- 約翰·亞西頓飾演警探尼克·普爾（Detective Nick Poole）布雷森特警探的同事。
- 艾米·瑞恩飾演海倫·麥雷迪（Helene McCready）被綁架的小女孩之母。吸毒者。
- 瑪德琳·歐布萊恩（Madeline O'Brien）飾演亞曼達·麥雷迪（Amanda McCready）被綁架的小女孩。
- 艾美·麥蒂根（英语：Amy Madigan）飾演碧翠絲·「碧」·麥雷迪（Beatrice "Bea" McCready）被綁架的小女孩舅媽。性情急躁。
- 泰塔斯·威利弗飾演萊諾·麥雷迪（Lionel McCready）被綁架的小女孩舅舅。出錢雇用派崔克。
- 斯萊恩（英语：Slaine (rapper)）飾演布巴·羅戈夫斯基（Bubba Rogowski）
- 艾迪·蓋瑟吉飾演起司（Cheese）心狠手辣的毒販。
- 馬克·馬戈利斯飾演里昂·特雷特（Leon Trett）
- 迈克尔·K·威廉姆斯飾演狄文·阿姆龍克林（Devin Amronklin）

## 製作
主要拍攝在南波士頓進行，臨時演員多半是當地的路人。使用的其他地點包括原昆西採石場。

## 發行
《失蹤人口》2007年10月19日在美國上映。英國原定於2007年12月28日上映，但因馬德琳·麥卡恩失蹤事件而延期至2008年6月6日。馬來西亞也有類似狀況；由於努林·賈茲林謀殺案，使電影上映日從原定的2007年9月20日延期至2008年3月27日。
在美國和加拿大的票房收入為2030萬美元，在其他地區的票房為1430萬美元，全球票房累計3460萬美元。

## 外部連結
- . The New York Times. 2007-10-19  [2021-07-01]. （原始内容存档于2015-06-05）.
- 互联网电影数据库（IMDb）上《失蹤人口》的资料（英文）
- 爛番茄上《失蹤人口》的資料（英文）
- 豆瓣电影上《失蹤人口》的資料 （简体中文）
- Metacritic上《失蹤人口》的資料（英文）
- Box Office Mojo上《失蹤人口》的資料（英文）
- AllMovie上《失蹤人口》的资料（英文）